# Quiliqui
El quiliqui o kiliki/kilikili és una llengua fictícia creada per Madhan Karky per a la pel·lícula índia Baahubali: The Beginning l'any 2015. Compta amb 3000 paraules i s'escriu amb 22 símbols. El 21 de febrer de 2020, coincidint amb el Dia Internacional de la Llengua Materna, el director de la pel·lícula S. S. Rajamouli va crear el lloc web oficial del quiliqui. Tot i que es diu que té 40 regles gramaticals, la secció de gramàtica del lloc web encara està buida.

## Ús
A la pel·lícula Baahubali: The Beginning, la tribu calaquèia parla quiliqui. Després de l'èxit de la pel·lícula el desembre de 2015, la cantant Smita va llançar "Baha Kiliki", la primera cançó en llengua quiliqui, a YouTube, on va superar els 108 milions de visualitzacions. El 2017, la llengua quiliqui també va ser utilitzada a la pel·lícula  Baahubali 2: The Conclusion, la seqüela de Baahubali: The Beginning.